# Palpares cataractae
Palpares cataractae är en insektsart som beskrevs av Louis Albert Péringuey 1910. Palpares cataractae ingår i släktet Palpares och familjen myrlejonsländor. Inga underarter finns listade i Catalogue of Life.